# Trachysphyrus gayi
Trachysphyrus gayi là một loài tò vò trong họ Ichneumonidae.